# Troglocheles lanai
Espèce
Troglocheles lanai est une espèce d'acariens découverte dans le parc national du Mercantour.

## Publication originale
- (en) Miloslav Zacharda, « New troglobitic species of the genus Troglocheles (Acari: Prostigmata: Rhagidiidae) from caves in northern Italy and Austria, with a key to adult species of the genus », Journal of Natural History,‎ 10 mars 2011, p. 641-666 (DOI 10.1080/00222933.2010.535914).